# Guthrie (Texas)
Guthrie es un lugar designado por el censo ubicado en el condado de King en el estado estadounidense de Texas. En el Censo de 2010 tenía una población de 160 habitantes y una densidad poblacional de 34,69 personas por km².

## Geografía
Guthrie se encuentra ubicado en las coordenadas 33°37′20″N 100°19′40″O / 33.62222, -100.32778. Según la Oficina del Censo de los Estados Unidos, Guthrie tiene una superficie total de 4.61 km², de la cual 4.61 km² corresponden a tierra firme y (0.06%) 0 km² es agua.

## Demografía
Según el censo de 2010, había 160 personas residiendo en Guthrie. La densidad de población era de 34,69 hab./km². De los 160 habitantes, Guthrie estaba compuesto por el 98.75% blancos, el 0% eran afroamericanos, el 0.63% eran amerindios, el 0% eran asiáticos, el 0% eran isleños del Pacífico, el 0.63% eran de otras razas y el 0% pertenecían a dos o más razas. Del total de la población el 8.75% eran hispanos o latinos de cualquier raza.